# Flunitrazepám
A flunitrazepám (INN: flunitrazepam) egy benzodiazepin szerkezetű anxiolítikum.
A VIII. Magyar Gyógyszerkönyvben Flunitrazepamum    néven hivatalos.  

A flunitrazepam gyorsan ható sedatohypnoticum. Anxiolyticus, izomrelaxans és anticonvulsiv hatással is rendelkezik. Már kis adagban is gyors elalvást, majd mélyülő és 6-8 órán át tartó alvást eredményez.

## Védjegyezettnevű készítmények
- Rohypnol (Hoffman-La Roche)
- Rohipnol (Arup)